# 563
| [ Edytuj tabelę ]          |                              |
| Król Bernicji              | - 560 Adda 568               |
| Cesarz Bizancjum           | - 527 Justynian I Wielki 565 |
| Król Essexu                | - 527 Aescwine 587           |
| Król Franków               | - 561 Guntram I 592          |
| Król Franków w Austrazji   | - 561 Sigebert I 575         |
| Król Franków w Neustrii    | - 561 Charibert I 567        |
| Cesarz Japonii             | - 539 Kinmei 571             |
| Król Kentu                 | - 560 Ethelbert I 616        |
| Patriarcha Konstantynopola | - 552 Eutychiusz 565         |
| Władca Korei               | - 559 P’yŏngwŏn 590          |
| Król Longobardów           | - 546 Audoin 565             |
| Król Mercji                | - 501 Cnebba (?) 566         |
| Papież                     | - 561 Jan III 574            |
| Król Persji                | - 531 Chosrow I 579          |
| Król Wessexu               | - 560 Ceawlin 592            |
| Król Wizygotów             | - 554 Atanagild 567          |

Rok 563 / DLXIII
stulecia: V wiek ~
VI wiek ~
VII wiek

lata: 553 «
558 «
559 «
560 «
561 «
562 «
563
» 564
» 565
» 566
» 567
» 568
» 573

## Wydarzenia
- Europa
  - w Szkocji powstały pierwsze kościoły i klasztory (na wyspie Iona).
  - Tauredunum - tsunami na Jeziorze Genewskim, które opisali Mariusz z Aventicum i Grzegorz z Tours.